# Savigny-en-Terre-Plaine
Savigny-en-Terre-Plaine é uma comuna francesa na região administrativa de Borgonha-Franco-Condado, no departamento de Yonne. Estende-se por uma área de 8,57 km². Em 2010 a comuna tinha 154 habitantes (densidade: 18 hab./km²).